# Pont des Arvaux
Le pont des Arvaux est un pont-canal ou par destination un pont-aqueduc français qui assure depuis le XIIIe siècle le franchissement de la Sansfond au-dessus de la Varaude. En assurant la réalisation de ce pont, les moines de Cîteaux purent prolonger le cours de la Sansfond jusqu'à leur abbaye, afin de couvrir leur besoin en eau.

## Géographie
Le pont est situé dans la commune de Noiron-sous-Gevrey dans le département de la Côte-d'Or.

## Histoire
Le pont a été construit par les moines de l'Abbaye de Cîteaux entre 1212 et 1221.
Les moines s'étaient initialement installés au lieu-dit de la Forgeotte, où le ru du Coindon s'avérait insuffisant pour couvrir leurs besoins. 
Après avoir déménagé sur les rives de la Vouge, ils décidèrent de travailler au chantier du détournement de la Sansfond qui se jetait alors dans la Varaude, en construisant le pont des Arvaux, puis en creusant un canal d'une dizaine de kilomètres jusqu'à leur abbaye.
Cette réalisation hydraulique leur assurera un débit régulier de 320 litres d'eau par seconde.
Le pont, très abimé par le temps, a été reconstruit à l'identique en 1746.
Il est classé au titre des monuments historiques depuis le 14 mars 1991.